# Les Anglais
Les Anglais (en criollo haitiano Zanglè) es una comuna de Haití que está situada en el distrito de Chardonnières, del departamento de Sur.

## Historia
Pasó a ser comuna en 1881.

## Secciones
Está formado por las secciones de:
- Vérone
- Edelin
- Cosse (que abarca la villa de Les Anglais)

## Demografía
| Gráfica de evolución demográfica de Les Anglais entre 2009 y 2015 |
|                                                                   |

Los datos demográficos contemplados en este gráfico de la comuna de Les Anglais son estimaciones que se han cogido de 2009 a 2015 de la página del Instituto Haitiano de Estadística e Informática (IHSI). 